# Pointe du Trec'h
La pointe du Trec'h est une pointe de Bretagne dans le golfe du Morbihan. Elle est située sur le territoire de la commune de l'Île-aux-Moines.
Elle fait face à la pointe d'Arradon, dont elle est séparée de 600 mètres.

## Étymologie
En breton, treizh signifie passage. 
Dans le pays vannetais le zh se prononce comme la lettre j en espagnol, ce qui explique l'orthographe de la pointe du Trec'h ; la prononciation ressemble au mot traire en français. 
Ce passage renvoie à l´ancienne fonction du lieu : passer de l´île aux Moines à Arradon. 

## Description
La pointe du Trec'h est une presqu'île d'environ 1 200 mètres de long sur 400 mètres de large. Elle présente deux cales vers le Nord et le Nord-Est et un quai auquel il est possible de s’amarrer. Les ruines d’un fort apparaissent encore près de La Croix.
Autrefois, une de ces cales servait à l'embarquement des passagers pour le continent vers la pointe d'Arradon.